# Erna Haffner
Erna Haffner (* 24. September 1912 in Berlin; † Juli 1989) war eine deutsche Schauspielerin, Komikerin, Sängerin und Synchronsprecherin.

## Leben
Erna Haffner erhielt eine Ausbildung zur Schauspielerin und Sängerin. In den 1940er Jahren wurde sie vor allem als Humoristin, Parodistin, Vortragskünstlerin und Sängerin (Soubrette) bekannt. So sang sie in der Operette Drei alte Schachteln von Walter Kollo. Erste Festengagements als Schauspielerin sind erst nach dem Zweiten Weltkrieg festzumachen. Sie war fortan als Darstellerin an verschiedenen Berliner Theatern engagiert, darunter das Metropol-Theater sowie unter der Leitung von Boleslaw Barlogs das Schiller-Theater und das Schlossparktheater in Berlin-Steglitz.
Beginnend mit dem Kurzfilm Blauer Dunst (1950) von Herbert Lander war sie bis zu ihrem Tod in zahlreichen Nebenrollen in Kino und Fernsehen zu sehen. Zunächst trat sie in Heimatfilmen wie Wenn am Sonntagabend die Dorfmusik spielt, Wenn der weiße Flieder wieder blüht (1953) oder Die Christel von der Post (1956) auf. In Wolfgang Staudtes Version von  Die Dreigroschenoper (1963) spielte sie eine Prostituierte. In Peter Schamonis Debütfilm Schonzeit für Füchse (1966) war sie als Redakteurin zu sehen. Ihre Kinokarriere erreichte ihren Tiefpunkt in den 1970er Jahren mit Jagd auf Jungfrauen (1973) und Ob Dirndl oder Lederhose – gejodelt wird ganz wild drauflos (1974). Ihr letzter Kinofilm war Didi und die Rache der Enterbten (1985) von und mit Dieter Hallervorden.
Bessere Filme und Rollen bot Erna Haffner hingegen das Fernsehen. So wirkte sie in den Fernsehfilmen Bei Pfeiffers ist Ball (1966, Regie: Thomas Engel) und den von Frank Beyer inszenierten Filmen Der König und sein Narr (1981) und Die zweite Haut (1981) mit. Als Sketchpartnerin von Grit Boettcher und Harald Juhnke konnte sie ab 1977 in der Comedy-Serie Ein verrücktes Paar ihr komisches Talent anbringen. Zu ihren letzten Fernsehauftritten gehören die beliebten Inge-Meysel-Vehikel Mrs. Harris – Freund mit Rolls Royce (1984) und Mrs. Harris fährt nach Moskau (1987).
Daneben wirkte sich auch als Sprecherin bei verschiedenen Hörspiel-Produktionen mit, beispielsweise in der zehnteiligen Reihe Die Kneipe im Kiez (1987).
Seit Anfang der 1950er Jahre betätigte sich Erna Haffner zudem in der Filmsynchronisation, wobei sie durchweg Nebenfiguren ihre Stimme lieh. So sprach sie für Reta Shaw in Picknick (1955), Immer Ärger mit den Frauen (1957) und Mary Poppins (1964). Sie synchronisierte auch Nadezda Bradic in den beiden Karl-May-Filmen Der Schatz der Azteken (1965) und Die Pyramide des Sonnengottes (1965) sowie Elsa Lanchester in Eine Leiche zum Dessert (1975). In den deutschen Fassungen der Zeichentrickfilme Alice im Wunderland (1951) ist sie die Stimme der „Herzkönigin“, in Peter Pan (1953) die der „Squaw“ und in Das letzte Einhorn (1982) die der „Weide“.
In den meisten ihrer Rollen – und interessanterweise auch in ihren Synchronparts – war sie aufgrund ihrer Leibesfülle auf die Rolle der komischen oder bärbeißigen Dicken festgelegt.
Erna Haffner verstarb im Alter von 76 Jahren an Herzversagen.

## Filmografie (Auswahl)
Wo nicht anders ausgewiesen, handelt es sich um einen Kinofilm
- 1950: Blauer Dunst (Kurzfilm) – Regie: Herbert Lander
- 1953: Wenn am Sonntagabend die Dorfmusik spielt – Regie: Rudolf Schündler
- 1953: Wenn der weiße Flieder wieder blüht – Regie: Hans Deppe
- 1954: Das unsichtbare Netz (Night People) – Regie: Nunnally Johnson
- 1954: Ein Leben für Do – Regie: Gustav Ucicky
- 1955: Ina, Peter und die Rasselbande – Regie: Fritz Genschow
- 1956: Die Christel von der Post – Regie: Karl Anton
- 1958: Zwei Herzen im Mai – Regie: Géza von Bolváry
- 1960: Triebverbrecher – Regie: Erich Engels
- 1962: Ninotschka und Peer – Regie: Joachim Mock
- 1963: Die Dreigroschenoper – Regie: Wolfgang Staudte
- 1966: Großer Ring mit Außenschleife (Fernsehfilm) – Regie: Eugen York
- 1966: Bei Pfeiffers ist Ball (Fernsehfilm) – Regie: Thomas Engel
- 1966: Schonzeit für Füchse – Regie: Peter Schamoni
- 1966: Ein Mädchen von heute (Fernsehfilm) – Regie: Dieter Finnern
- 1969: Rat mal, wer heut bei uns schläft – Regie: Alexis Neve
- 1971: Komische Geschichten mit Georg Thomalla: Tommi und kein Telefon (Fernsehserie) – Regie: Harald Vock
- 1971: Drüben bei Lehmanns – (Fernsehserie, Besuch aus dem Süden)
- 1971: Olympia – Olympia (Fernsehfilm) – Regie: Kurt Wilhelm
- 1973: Jagd auf Jungfrauen – Regie: Wolfgang Bellenbaum als Hans-Joachim Wiedermann
- 1973: Lokaltermin – Der Punkt auf dem i – Regie: Heinz Schirk
- 1974: Ob Dirndl oder Lederhose – gejodelt wird ganz wild drauflos – Regie: Wolfgang Bellenbaum
- 1975: Beschlossen und verkündet (Fernsehserie) – Folge: Schrift ist Gift, Regie: Thomas Engel
- 1977–1980: Ein verrücktes Paar (Fernsehserie) – Regie: Wolfgang Spier
- 1980: St. Pauli-Landungsbrücken (Fernsehserie, eine Folge)
- 1981: Der König und sein Narr (Fernsehfilm) – Regie: Frank Beyer
- 1981: Die zweite Haut (Fernsehfilm) – Regie: Frank Beyer
- 1984: Mrs. Harris – Freund mit Rolls Royce (Fernsehfilm) – Regie: Georg Tressler
- 1985: Didi und die Rache der Enterbten – Regie: Dieter Hallervorden, Christian Rateuke
- 1987: Mrs. Harris fährt nach Moskau (Fernsehfilm) – Regie: Franz Josef Gottlieb

## Hörspiele (Auswahl)
- 1949: Adolf Glaßbrenner: Eine Landpartie – Regie: Karl Metzner (RIAS Berlin)
- 1949: O. Henry: Im Kreise – Regie: Karl Metzner (RIAS Berlin)
- 1963: Horst Pillau: Der Doktor – Regie: Günther Schwerkolt (SFB)
- 1964–1978: Diverse Autoren: Damals war's – Geschichten aus dem alten Berlin (in sieben Geschichten mit 68 Folgen hatte sie eine durchgehende Rolle) – Regie: Ivo Veit (40 Geschichten in 426 Folgen) (RIAS Berlin)
- 1985: Richard Hey: Ohne Geld singt der Blinde nicht (1. Teil: Diensturlaub in Genua) – Regie: Richard Hey (HR / SWF / RIAS Berlin)